# Estrutura (marxismo)
O filósofo alemão Karl Marx definia a estrutura como a forma para produção social da vida, onde os homens estabelecem determinadas relações necessárias e independentes de sua vontade. Relações de produção que correspondem a uma determinada fase do desenvolvimento de suas forças produtivas materiais. A estrutura social seria o produto da relação dialética entre a superestrutura e a infraestrutura. De acordo com o ponto de vista materialista de Marx, o elemento primordial da realidade social é o modo como os homens produzem suas condições de existência, ou seja, a base econômica da sociedade. 